# Homa Bay
Homa Bay ist eine Stadt mit etwa 33.000 Einwohnern am Südufer des Victoriasees in Kenia. Homa Bay ist die Hauptstadt des gleichnamigen Countys und römisch-katholischer Bischofssitz.
30 Kilometer von Homa Bay entfernt befindet sich der Eingang zum Ruma-Nationalpark.

## Klima
Das Klima in Homa Bay ist eher trocken, unterbrochen von zwei Regenzeiten pro Jahr. Zwischen März und Mai fällt langandauernder Regen, zwischen September und November gibt es immer wieder kürzere Niederschläge. Die durchschnittliche Niederschlagsmenge liegt dann bei etwa 1180 Millimeter. Die Durchschnittstemperatur in Homa Bay liegt zwischen 26 und 28 Grad Celsius.

## Infrastruktur
Neben mehreren Primary Schools verfügt Homa Bay über zehn Secondary Schools und sechs Colleges. Neben dem staatlichen Krankenhaus gibt es eine von der römisch-katholischen Kirche geführte Klinik, ein von der anglikanischen Kirche geleitetes Gesundheitszentrum und sieben Privatkliniken.

## Verkehr
Acht Kilometer südöstlich von Homa Bay befindet sich der Behelfsflugplatz Homa Bay Airport.